# Tube lance-torpilles

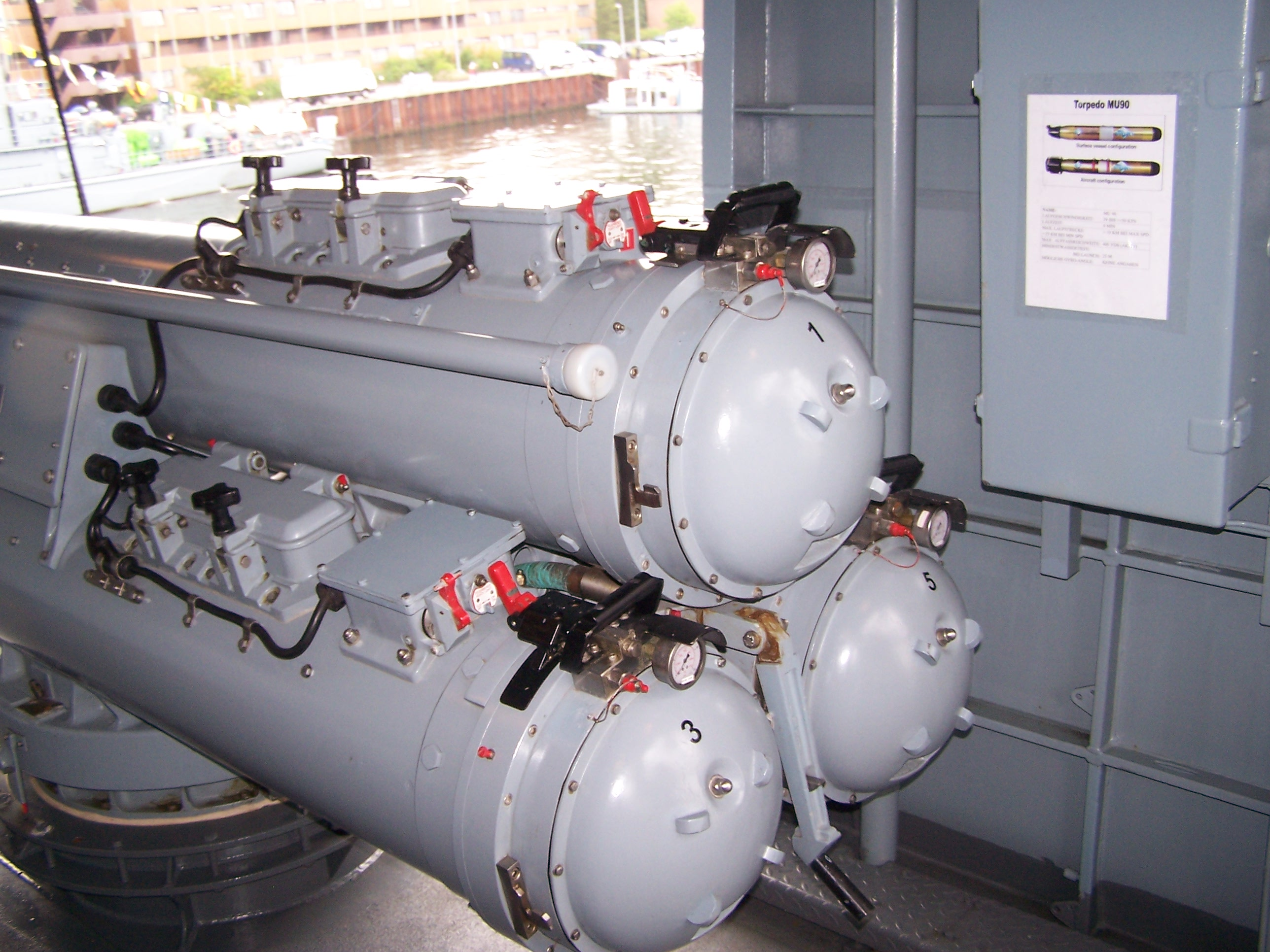
Triple tubes lance-torpilles MU90 Impact à bord de la frégate Hessen (F221) de la Deutsche Marine

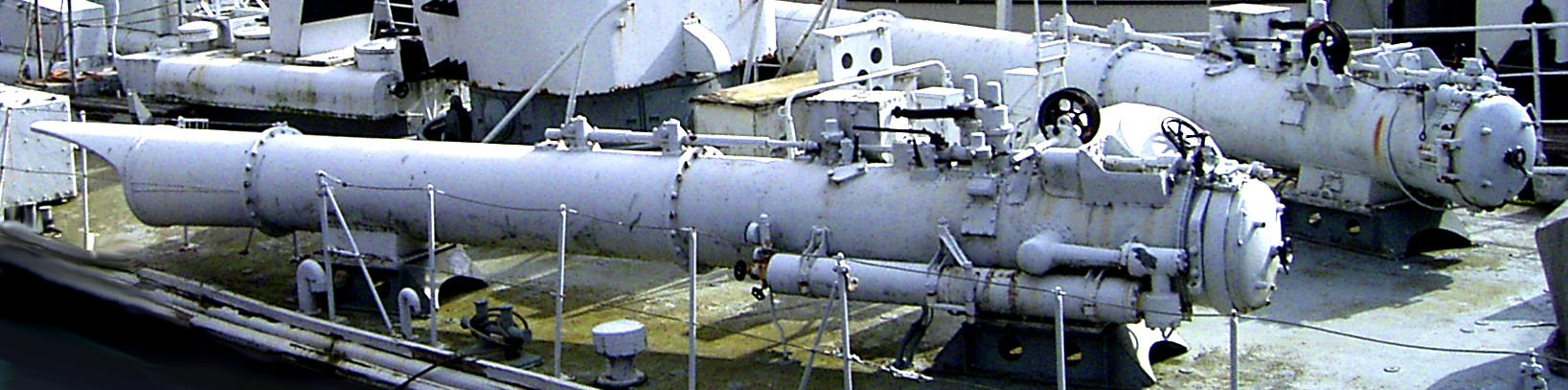
Tube arrière d'un ancien Schnellboot de la classe Jaguar (une vedette-torpilleur)

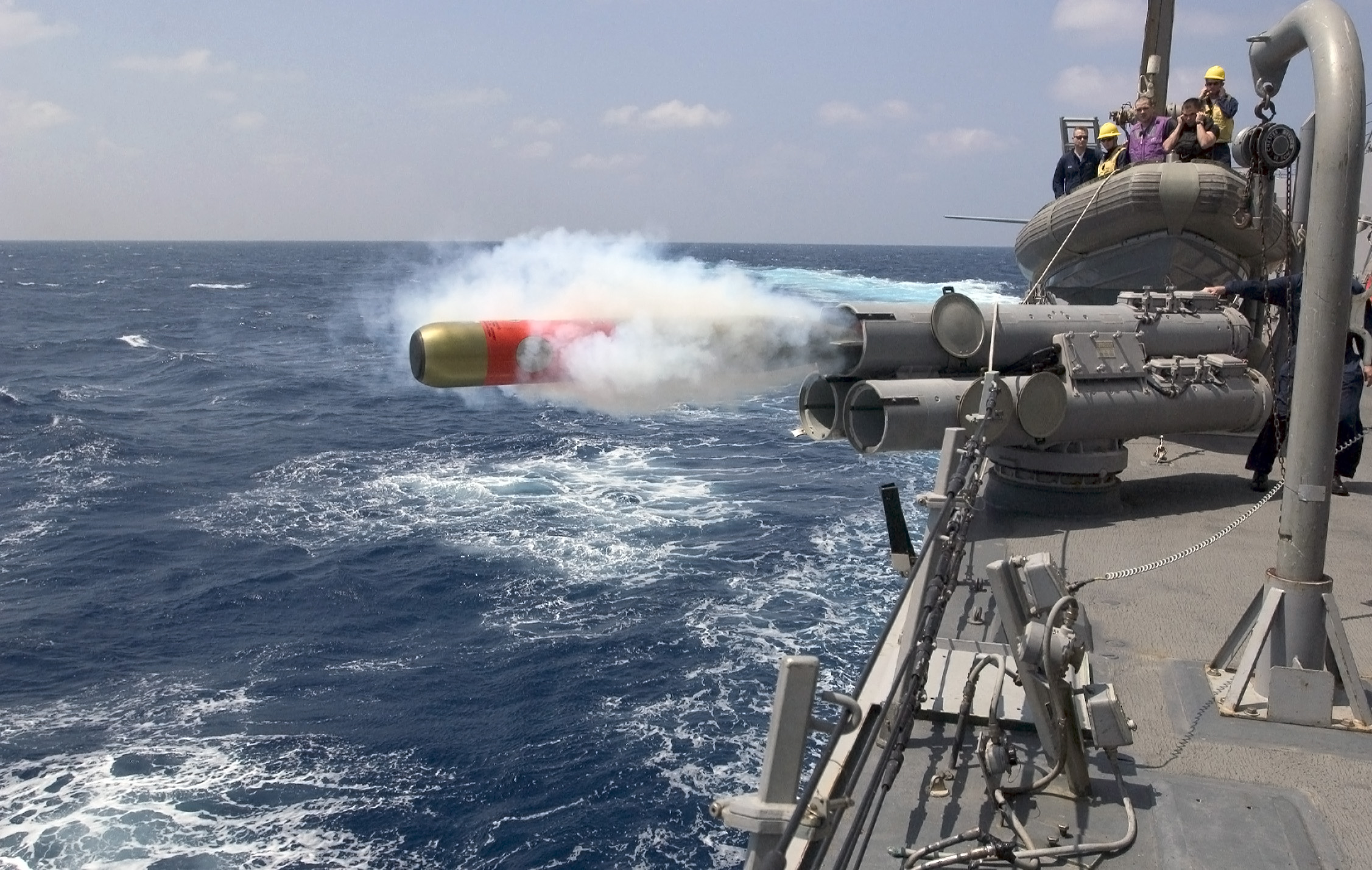
Une torpille Mark 46 tirée par un Mk 32 SVTT sur le destroyer.

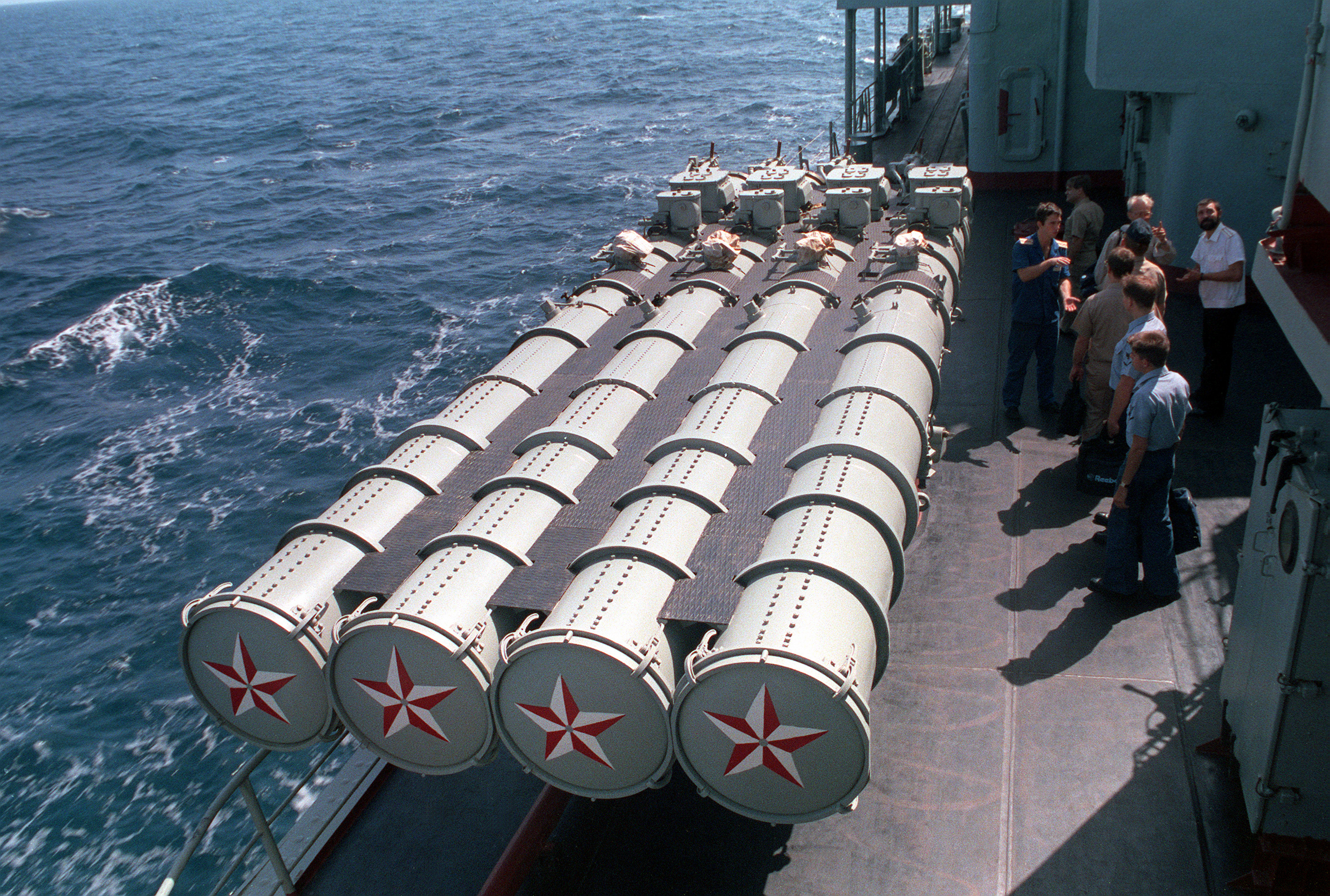
Quadruples Tubes ChTA-53-1155 de 533-mm (21-inch) du destroyer russe Amiral Vinogradov (BPD-554)

Un tube lance-torpilles est un appareil qui permet aux navires de surface et aux sous-marins, de lancer des torpilles, des missiles mer-mer, mer-terre, mer-air et de déposer des mines. Il est installé sur le pont ou dans les ponts inférieurs sous la ligne de flottaison. Il fonctionne en éjectant sa charge par air comprimé.

## Historique
Il est présenté en janvier 1896 en France par Stefan Drzewiecki, un immigré polonais, lors d'un concours organisé par le Ministre de la marine sur les projets de sous-marin.

## Types
Deux classes de tubes lance-torpilles se distinguent selon leur emplacement et leurs capacités : 
- les tubes sous-marins, équipant les sous-marins et certains navires,
- les tubes destinés aux ponts de navires de surface et parfois aussi basés à terre comme à Oslo durant la Seconde Guerre mondiale, en tant que défense côtière.

Les tubes de la deuxième classe ne peuvent lancer que des torpilles particulières, également nommées torpille aérienne alors que ceux de la première classe lancent tout type de torpilles, étant souvent capable de libérer des mines marines et lancer des missiles de croisière, anti-aériens ou anti-navires, grâce à des conteneurs leur permettant de voyager sous l'eau et d'émerger pour le tir en phase aérienne. La plupart des lance-torpilles modernes occidentaux ont un diamètre de 324 mm pour les torpilles légères (sur le pont des navires) ou de 533 mm pour les torpilles lourdes (tubes sous-marins).

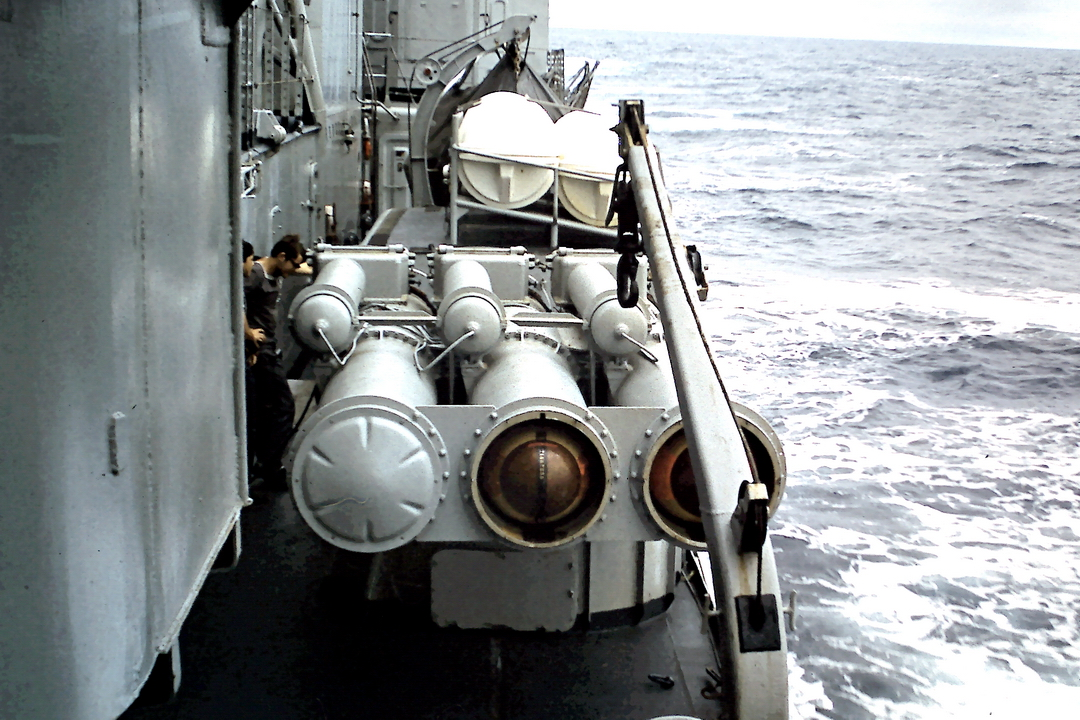
Préparation du lancement d'une torpille L3 d'exercice à bord de l'escorteur d'escadre Kersaint
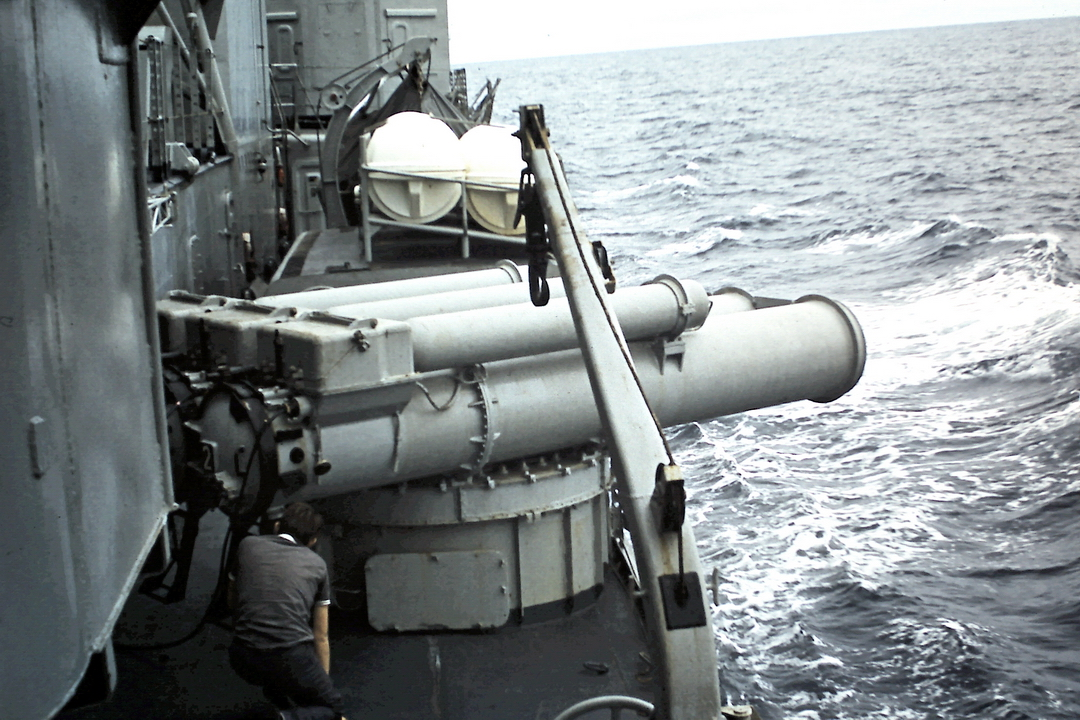
Orientation de la plateforme
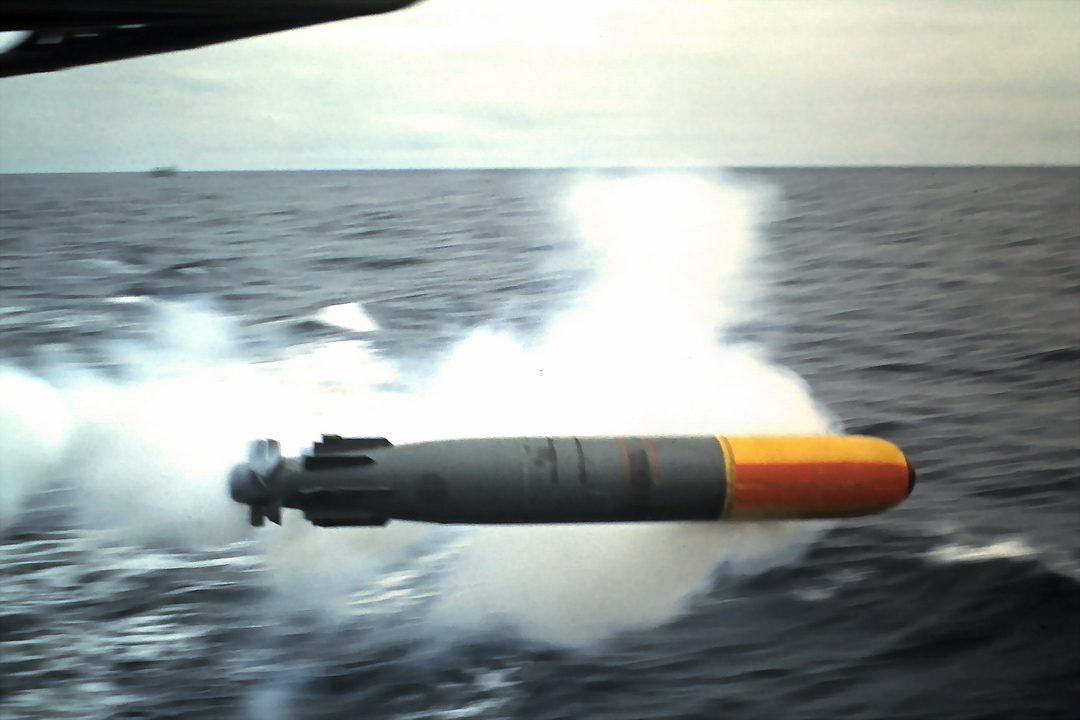
Lancement de la torpille

## Tube lance-torpille sous-marine
Un tube de torpille sous-marin est un mécanisme plus complexe qu'un tube de torpille sur un navire de surface, car le tube doit remplir la fonction de déplacer la torpille de la pression atmosphérique normale à l'intérieur du sous-marin vers la mer à la pression ambiante de l'eau autour du sous-marin. Ainsi, un tube de torpille sous-marin fonctionne sur le principe d'un sas.

### Fonctionnement du tube de torpille

Schéma simplifié d'un tube de torpille sous-marin

Le schéma illustre le fonctionnement d'un tube de torpille sous-marin. Le diagramme est quelque peu simplifié mais montre le fonctionnement du lancement d'une torpille sous-marine.
Un tube de torpille possède un nombre considérable de verrouillages pour des raisons de sécurité. Par exemple, un verrouillage empêche la porte de culasse et la porte de bouche de s'ouvrir en même temps.
La séquence de lancement de la torpille sous-marine est, sous une forme simplifiée :
1. Ouvrir la porte de culasse dans la salle des torpilles. Charger la torpille dans le tube.
2. Accrocher la connexion du fil-guide et le câble d'alimentation de la torpille.
3. Fermer et verrouiller la porte de culasse.
4. Mettre la torpille sous tension. Un temps minimum est nécessaire pour le préchauffage de la torpille. Les programmes de conduite de tir sont téléchargés dans la torpille.
5. Inonder le tube de la torpille. Cela peut être fait manuellement ou automatiquement, depuis la mer ou depuis les réservoirs, selon la classe du sous-marin. Le tube doit être ventilé pendant ce processus pour permettre un remplissage complet et éliminer les poches d'air qui pourraient s'échapper à la surface ou causer des dommages lors du tir.
6. Ouvrir la valve d'égalisation pour égaliser la pression dans le tube avec la pression de mer ambiante.
7. Ouvrir la porte de la bouche d'aération. Si le tube est configuré pour le mode impulsionnel, la valve coulissante s'ouvrira avec la porte de sortie. Si le mode "Swim Out" est sélectionné, la vanne à glissière reste fermée. Le tiroir permet à l'eau de la pompe d'éjection d'entrer dans le tube.
8. Lorsque la commande de lancement est donnée et que tous les verrouillages sont satisfaits, le bélier fonctionne, poussant un grand volume d'eau à haute pression dans le tube, ce qui éjecte la torpille du tube avec une force considérable. Les torpilles modernes sont dotées d'un mécanisme de sécurité qui empêche l'activation de la torpille à moins que celle-ci ne détecte la quantité de force G requise.
9. Le câble d'alimentation est sectionné au moment du lancement. Cependant, si un fil de guidage est utilisé, il reste connecté par un tambour de fil dans le tube. Les systèmes de propulsion des torpilles varient, mais les torpilles électriques sortent d'elles-mêmes du tube et ont un diamètre plus petit. Les torpilles d'un diamètre de 530 mm et les moteurs à combustion démarrent généralement à l'extérieur du tube.
10. Une fois à l'extérieur du tube, la torpille commence sa course vers la cible comme programmé par le système de contrôle de tir. Les fonctions d'attaque sont programmées mais avec les armes filoguidées, certaines fonctions peuvent être contrôlées depuis le navire.
11. Pour les torpilles filoguidées, la porte de la bouche doit rester ouverte car le fil de guidage est toujours connecté à l'intérieur de la porte de la bouche pour recevoir les commandes du système de conduite de tir du sous-marin. Un coupe-fil situé à l'intérieur de la porte de culasse est activé pour libérer le fil et son câble de protection. Ceux-ci sont tirés hors du navire avant de fermer la porte de sortie.
12. Le cycle de vidange est l'inverse du cycle d'inondation. L'eau est renvoyée dans les réservoirs du navire et peut être déplacée si nécessaire. Le tube doit être ventilé pour le vider complètement, car c'est généralement par gravité.
13. Ouvrir la porte de culasse et retirer les restes du câble d'alimentation de la torpille et du panier de fil de guidage. Le tube doit être essuyé pour éviter toute accumulation de boue. Ce processus s'appelle "plonger le tube" et la tradition veut que "celui qui tire plonge".
14. Fermer et verrouiller la porte de sortie.

Les torpilles de rechange sont stockées derrière le tube dans des casiers.
La vitesse est une caractéristique souhaitable d'un système de chargement de torpilles, mais la sécurité est primordiale. Il existe différents systèmes de manutention manuelle et hydraulique pour le chargement des torpilles dans les tubes. Avant la classe Ohio, les SSBN américains utilisaient un bloc et un palan manuels qui prenaient environ 15 minutes pour charger un tube. Les SSN avant la classe Seawolf utilisaient un système hydraulique qui était beaucoup plus rapide et plus sûr dans les conditions où le navire devait manœuvrer.
Le sous-marin allemand Type 212  utilise un nouveau développement du système d'expulsion par pistons, qui éjecte la torpille avec la pression de l'eau pour éviter la détection acoustique.

Les sous-marins français de la classe Le Redoutable utilisent des pistons pour pousser la torpille à l'extérieur du tube, au lieu de la souffler avec de l'air comprimé.

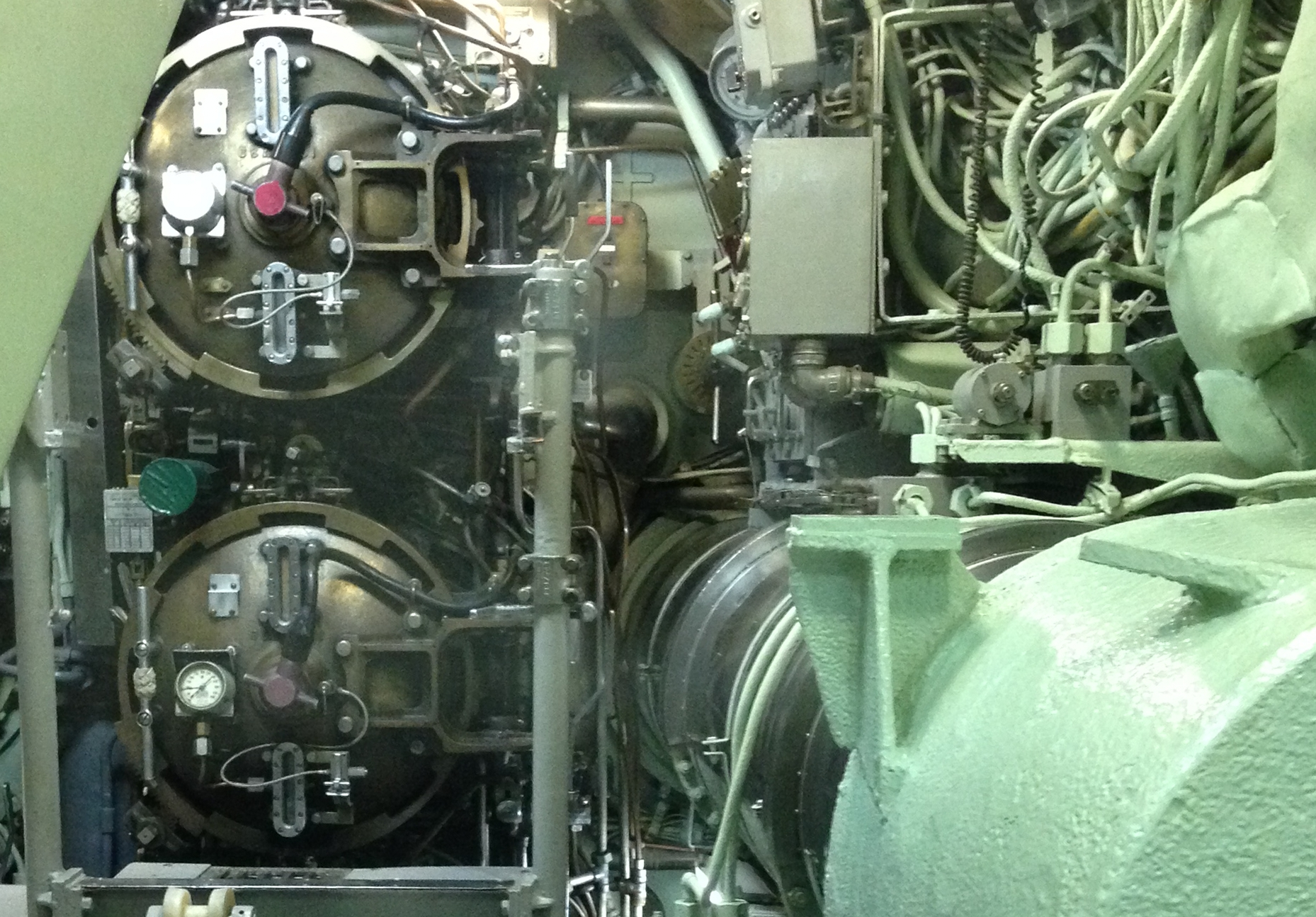
Portes de culasse des tubes de torpilles sous-marins de USS Nautilus en position fermée
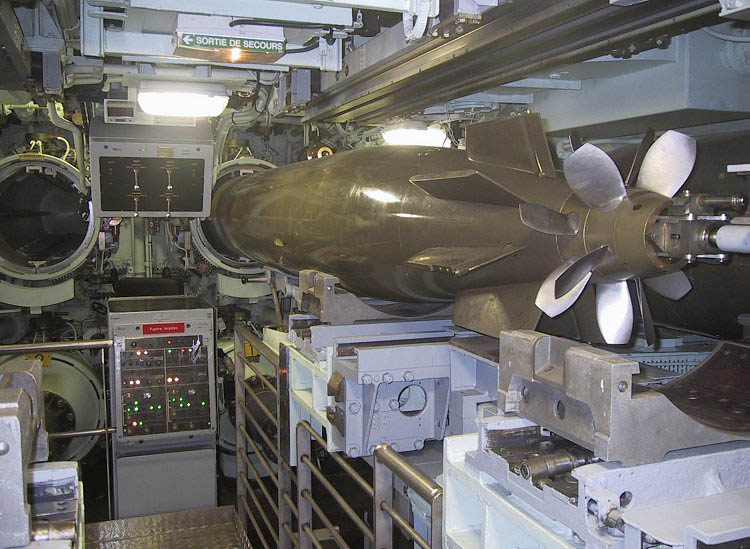
Tubes lance-torpilles du SNLE français Redoutable

## Tube lance-torpille aérienne de défense côtière

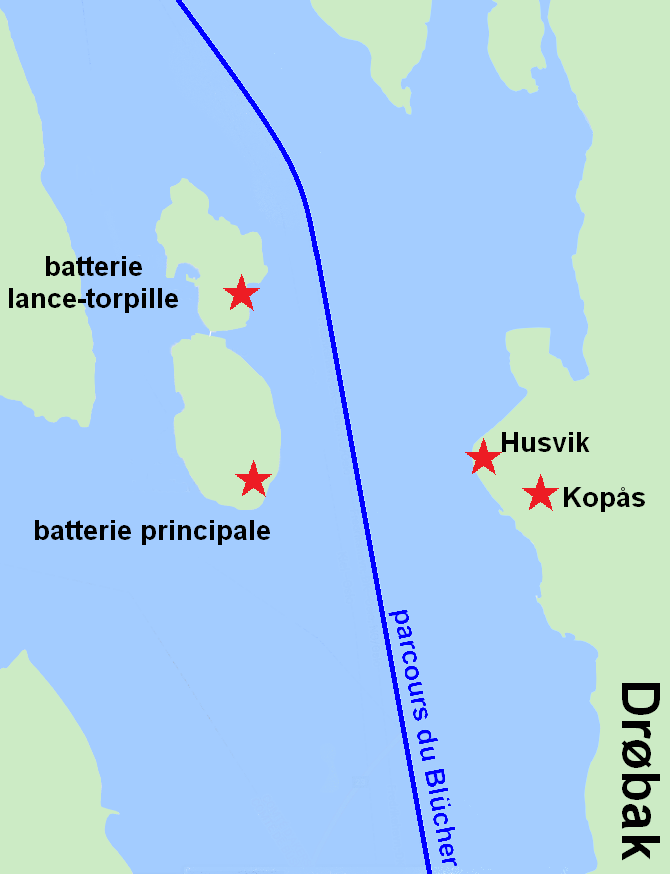
Position des quatre batteries d'artillerie côtière de la forteresse d'Oscarsborg par rapport au parcours du Blücher, lors de la bataille du détroit de Drøbak, dont une batterie lance-torpille aérienne

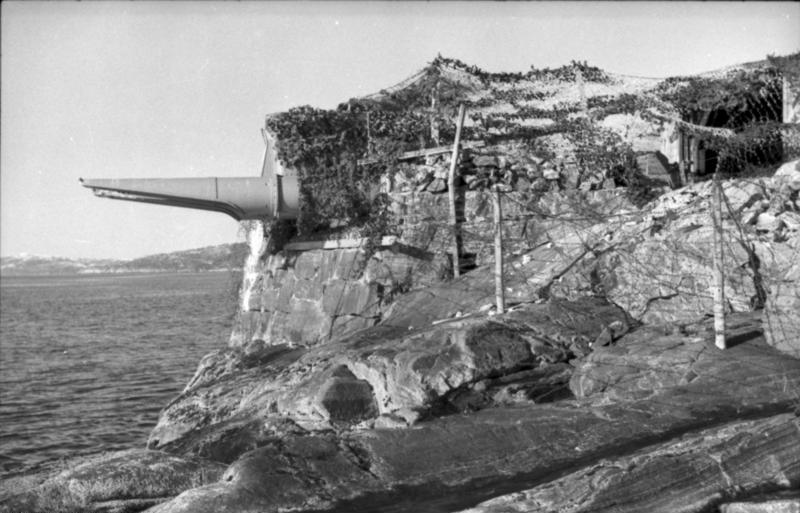
Batterie lance-torpilles de défense côtière de l'armée allemande établie à Hysneståa dans la forteresse d'Hysnes donnant sur le fjord Trondheimsfjord en Norvège en avril 1940 avec le tube lance-torpilles arrière du destroyer Paul Jacobi

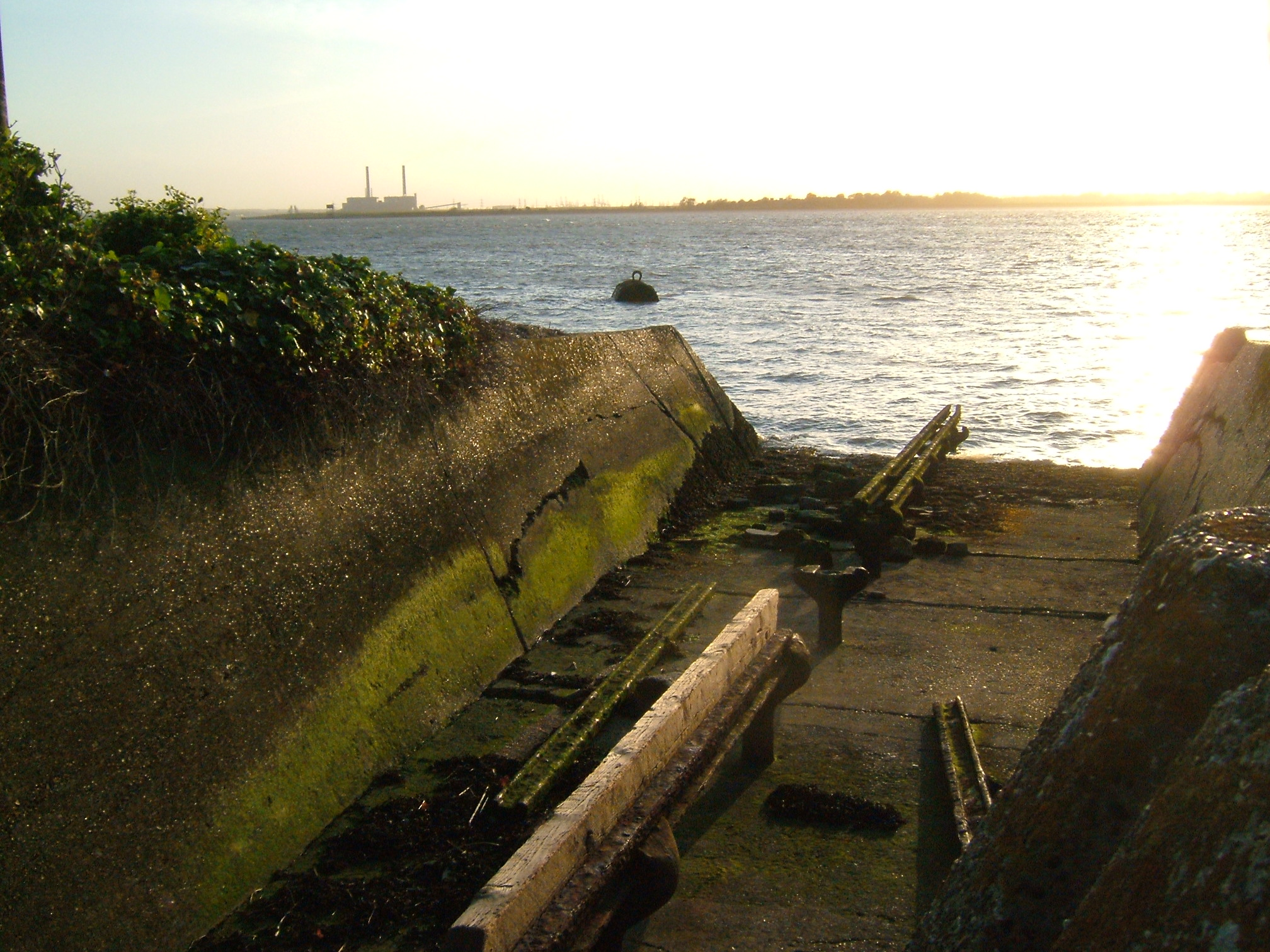
Rampe de lancement de torpille de défense côtière de la ville de Londres

Le tube lance-torpille aérienne de défense côtière, a été en usage durant la Seconde Guerre mondiale, surtout pour défendre les détroits. Parmi ses hauts-faits, l'épisode le plus connu est le cas du croiseur lourd allemand Blücher coulé le 9 avril 1940 lors de la bataille du détroit de Drøbak en Norvège. Son usage est désormais rendu partiellement obsolète à la suite de la généralisation des missiles anti-navires, y compris de défense côtière. Son usage reste toutefois pertinent dans la défense côtière d'iles ou de détroits. Dans la technologie récente, le fabricant de la torpille DM2A4 a également développé des batteries Tube lance-torpilles mobiles (sur remorque) pour elle, elle est alors équipée d'un mat/antenne de guidage sans fil car elle est normalement filoguidée.
Une batterie de quatre tubes lance torpilles a été construite à la Pointe Robert en 1943-1944 pour interdire le passage du Goulet de Brest.